# Aladin (vesnice)
Aladin je vesnice v ázerbájdžánském zangilanském kraji.
Aladin se nachází v hornaté oblasti Karabachu, nedaleko hranic s Arménií. Osada vznikla krátce po rusko-perské válce, kdy se do oblasti přesunuly rodiny uprchlé z válečných oblastí. 
Název vesnice vznikl z perských slov alan a dan, což znamená "hladké, ploché místo" a "provincie, kruh".
Vesnice Aladin byla obsazena arménskými silami v roce 1993. Osvobozena byla 30. října 2020.